# Ambiwalencja (album)
Ambiwalencja – piąta płyta Mariusza Lubomskiego wydana w 2008 roku. Autorem słów do większości piosenek na płycie jest Sławomir Wolski, zaś muzyki głównie Mariusz Lubomski.

## Lista utworów
| 1.  | Żeby (muz. Mariusz Lubomski, sł. Sławek Wolski)                                                                     | 4:03  |
|     | |       |
| 2.  | Moje miejsce (muz. Mariusz Lubomski, sł. Sławek Wolski)                                                             | 5:13  |
|     | |       |
| 3.  | Nie skreślaj mnie (muz. Tomasz Krawczyk, sł. Sławek Wolski)                                                         | 4:08  |
|     | |       |
| 4.  | Krótko o mnie (muz. Mariusz Lubomski, sł. Sławek Wolski)                                                            | 4:23  |
|     | |       |
| 5.  | Ja jestem mąż (muz. Piotr Olszewski, sł. Jan Wołek)                                                                 | 3:56  |
|     | |       |
| 6.  | Już nie płynę (muz. Mariusz Lubomski, sł. Sławek Wolski)                                                            | 4:46  |
|     | |       |
| 7.  | Złe towarzystwo (muz. Tomasz Krawczyk, Wojciech Pulcyn, Sebastian Frankiewicz, Mariusz Lubomski, sł. Sławek Wolski) | 6:01  |
|     | |       |
| 8.  | A teraz idę (muz. Mariusz Lubomski, sł. Jan Wołek)                                                                  | 4:15  |
|     | |       |
| 9.  | Lunonauta (muz. Tomasz Krawczyk, sł. Sławek Wolski)                                                                 | 4:08  |
|     | |       |
| 10. | Zegarek po starym (muz. Mariusz Lubomski, sł. Jan Wołek)                                                            | 4:50  |
|     | |       |
| 11. | Jęczmienne łany (muz. Zygmunt Konieczny, sł. Robert Burns)                                                          | 5:46  |
|     | |       |
| 12. | Spacerologia '08 (muz. Mariusz Lubomski, sł. Sławek Wolski)                                                         | 5:16  |
|     | |       |
|     | | 56:45 |
|     | |       |

## Twórcy
- Mariusz Lubomski − śpiew i gitara
- Wojciech Pulcyn − kontrabas
- Tomasz Krawczyk − gitara
- Sebastian Frankiewicz − perkusja
- Jan Smoczyński − fortepian, organy Hammonda
- Tomasz Grzegorski − klarnet basowy
- Jerzy Skalski − trąbka
- Jan Roszkowski − wiolonczela
- zespół wokalny Trzy Dni Później (Joanna Piwowar, Marta Piwowar, Marta Groffik) w utworze Jęczmienne łany

## Single
- Żeby (2009)